# Rejon korosteszowski
Rejon korosteszowski – jednostka administracyjna wchodząca w skład obwodu żytomierskiego Ukrainy.
Rejon został utworzony w 1926 roku. Jego powierzchnia wynosi 974 km². Siedzibą władz rejonowych jest Korosteszów.
Na terenie rejonu znajduje się 1 miejska rada i 22 silskie rady, obejmujące 63 wsie.

## Miejscowości rejonu
- (Антонівка)
- Bielkowce (Більківці)
- (Бобрик)
- (Борок)
- Brażeniec (Браженець)
- Carówka (Царівка)
- Charytanówka (Харитонівка)
- (Червоний Гай)
- (Червоний Ровець)
- Elizawetówka (Єлизаветівка)
- (Голубівка)
- (Горіхове)
- (Городенка)
- Grubskie (Грубське)
- Hłuboczok (Глибочок)
- Horodzk (Городське)
- Humienniki (Гуменники)
- Kamienny Brod (Кам'яний Брід)
- Kaszperówka (Кашперівка)
- Kmitow (Кмитів)
- (Колодязьки)
- Korosteszów (Коростишів)
- Koszaryszcze (Великі Кошарища)
- (Козак)
- Kozijówka (Козіївка)
- (Красилівка)
- Kropiwnia (Кропивня)
- Kuliszówka (Кулішівка)
- (Квітневе)
- (Малі Кошарища)
- (Мамрин)
- (Машина)
- Minejki (Минійки)
- (Новогородецьке)
- (Онишпіль)
- Osikowy Kopiec (Осиковий Копець)
- Osikowo (Осикове)
- Produbowka (Продубіївка)
- (Радівка)
- (Розкидайлівка)
- Rudenka[2] (Руденька)
- (Рудня)
- (Садове)
- (Семенівка)
- (Слобідка)
- (Смиківка)
- (Смолівка)
- Starosielce (Старосільці)
- Strucówka (Струцівка)
- Stryzówka (Стрижівка)
- Studenica (Студениця)
- Szaforostówka (Шахворостівка)
- Szczehlijówka (Щигліївка)
- Tesnówka (Теснівка)
- Torczyn (Торчин)
- (Травневе)
- Trykupce (Трикопці)
- (Видумка)
- Wileńka (Віленька)
- Wilnia (Вільня)
- (Вільнянка)
- (Високий Камінь)
- (Вишневе)
- Zadwiżka (Здвижка)